# Stazioni ferroviarie del Giappone (M)
| Stazioni ferroviarie del Giappone | Stazioni ferroviarie del Giappone | Stazioni ferroviarie del Giappone | Stazioni ferroviarie del Giappone | Stazioni ferroviarie del Giappone | Stazioni ferroviarie del Giappone | Stazioni ferroviarie del Giappone | Stazioni ferroviarie del Giappone | Stazioni ferroviarie del Giappone | Stazioni ferroviarie del Giappone | Stazioni ferroviarie del Giappone | Stazioni ferroviarie del Giappone | Stazioni ferroviarie del Giappone | Stazioni ferroviarie del Giappone | Stazioni ferroviarie del Giappone | Stazioni ferroviarie del Giappone | Stazioni ferroviarie del Giappone | Stazioni ferroviarie del Giappone | Stazioni ferroviarie del Giappone | Stazioni ferroviarie del Giappone | Stazioni ferroviarie del Giappone |
| --------------------------------- | --------------------------------- | --------------------------------- | --------------------------------- | --------------------------------- | --------------------------------- | --------------------------------- | --------------------------------- | --------------------------------- | --------------------------------- | --------------------------------- | --------------------------------- | --------------------------------- | --------------------------------- | --------------------------------- | --------------------------------- | --------------------------------- | --------------------------------- | --------------------------------- | --------------------------------- | --------------------------------- |
| A                                 | B                                 | C                                 | D                                 | E                                 | F                                 | G                                 | H                                 | I                                 | J                                 | KL                                | M                                 | N                                 | OP                                | R                                 | S                                 | T                                 | U                                 | W                                 | Y                                 | Z                                 |

## Lista delle stazioni

### Ma
| Stazione di Mabashi                    | 馬橋駅（まばし）                                                   |
| Stazione di Mabori-Kaigan              | 馬堀海岸駅（まぼりかいがん）                                       |
| Stazione di Machida (Odakyu)           | 町田駅（まちだ）                                                   |
| Stazione di Machida (JR East)          | 町田駅（まちだ）                                                   |
| Stazione di Machikata                  | 町方駅（まちかた）                                                 |
| Stazione di Machiya                    | 町屋駅（まちや）                                                   |
| Stazione di Machiya-ekimae             | 町屋駅前駅（まちやえきまえ）                                       |
| Stazione di Machiya-nichōme            | 町屋二丁目駅（まちやにちょうめ）                                   |
| Stazione di Mada                       | 馬田駅（まだ）                                                     |
| Stazione di Maebara                    | 前原駅（まえばら）                                                 |
| Stazione di Maebashi                   | 前橋駅（まえばし）                                                 |
| Stazione di Maebashi-Ōshima            | 前橋大島駅（まえばしおおしま）                                     |
| Stazione di Maedaminami                | 前田南駅（まえだみなみ）                                           |
| Stazione di Maegō                      | 前郷駅（まえごう）                                                 |
| Stazione di Maehama                    | 前浜駅（まえはま）                                                 |
| Stazione di Maehirakōen                | 前平公園駅（まえひらこうえん）                                     |
| Stazione di Maekawa                    | 前川駅（まえかわ）                                                 |
| Stazione di Maenohama                  | 前之浜駅（まえのはま）                                             |
| Stazione di Maesawa                    | 前沢駅（まえさわ）                                                 |
| Stazione di Maeyachi                   | 前谷地駅（まえやち）                                               |
| Stazione di Maeyama                    | 前山駅（まえやま）                                                 |
| Stazione di Maezora                    | 前空駅（まえぞら）                                                 |
| Stazione di Magae                      | 馬替駅（まがえ）                                                   |
| Stazione di Magarikane                 | 勾金駅（まがりかね）                                               |
| Stazione di Magarisawa                 | 曲沢駅（まがりさわ）                                               |
| Stazione di Magome                     | 馬込駅（まごめ）                                                   |
| Stazione di Magomezawa                 | 馬込沢駅（まごめざわ）                                             |
| Stazione di Magura                     | 真倉駅（まぐら）                                                   |
| Stazione di Maibara                    | 米原駅（まいばら）                                                 |
| Stazione di Maidashi Kyūdaibyōin-mae   | 馬出九大病院前駅（まいだしきゅうだいびょういんまえ）               |
| Stazione di Maihama                    | 舞浜駅（まいはま）                                                 |
| Stazione di Maiko                      | 舞子駅（まいこ）                                                   |
| Stazione di Maikokōen                  | 舞子公園駅（まいここうえん）                                       |
| Stazione di Maimatsubara               | 舞松原駅（まいまつばら）                                           |
| Stazione di Maioka                     | 舞岡駅（まいおか）                                                 |
| Stazione di Maisaka                    | 舞阪駅（まいさか）                                                 |
| Stazione di Maita (Kanagawa)           | 蒔田駅（まいた）                                                   |
| Stazione di Maita (Nagano)             | 舞田駅（まいた）                                                   |
| Stazione di Maji                       | 馬路駅（まじ）                                                     |
| Stazione di Majima                     | 間島駅（まじま）                                                   |
| Stazione di Maki (Niigata)             | 巻駅（まき）                                                       |
| Stazione di Maki (Kyoto)               | 牧駅 (京都府)（まき）                                              |
| Stazione di Maki (Oita)                | 牧駅 (大分県)（まき）                                              |
| Stazione di Makimuku                   | 巻向駅（まきむく）                                                 |
| Stazione di Makino (Shiga)             | マキノ駅（まきの）                                                 |
| Stazione di Makino (Osaka)             | 牧野駅（まきの）                                                   |
| Stazione di Makinokō                   | 牧之郷駅（まきのこう）                                             |
| Stazione di Makiochi                   | 牧落駅（まきおち）                                                 |
| Stazione di Makishi                    | 牧志駅（まきし）                                                   |
| Stazione di Makiyama                   | 牧山駅（まきやま）                                                 |
| Stazione di Makomanai                  | 真駒内駅（まこまない）                                             |
| Stazione di Makubetsu                  | 幕別駅（まくべつ）                                                 |
| Stazione di Makuhari                   | 幕張駅（まくはり）                                                 |
| Stazione di Makuhari-Hongō             | 幕張本郷駅（まくはりほんごう）                                     |
| Stazione di Makurazaki                 | 枕崎駅（まくらざき）                                               |
| Stazione di Makuta                     | 馬来田駅（まくた）                                                 |
| Stazione di Mamada                     | 間々田駅（ままだ）                                                 |
| Stazione di Mamba                      | 万場駅（まんば）                                                   |
| Stazione di Mamurogawa                 | 真室川駅（まむろがわ）                                             |
| Stazione di Managashi                  | 馬流駅（まながし）                                                 |
| Stazione di Managura                   | 万能倉駅（まなぐら）                                               |
| Stazione di Manai                      | 間内駅（まない）                                                   |
| Stazione di Manazuru                   | 真鶴駅（まなづる）                                                 |
| Stazione di Manganji                   | 万願寺駅（まんがんじ）                                             |
| Stazione di Mangatsuka                 | 万ヶ塚駅（まんがつか）                                             |
| Stazione di Mangoku-Ura                | 万石浦駅（まんごくうら）                                           |
| Stazione di Maniwa                     | 馬庭駅（まにわ）                                                   |
| Stazione di Mantomi                    | 万富駅（まんとみ）                                                 |
| Stazione di Manseibashi                | 万世橋駅（まんせいばし）                                           |
| Stazione di Manza-Kazawaguchi          | 万座・鹿沢口駅（まんざ・かざわぐち）                               |
| Stazione di Maoroshi                   | 馬下駅（まおろし）                                                 |
| Stazione di Mappu                      | 真布駅（まっぷ）                                                   |
| Stazione di Mareppu                    | 稀府駅（まれっぷ）                                                 |
| Stazione di Marine Park                | マリンパーク駅                                                     |
| Stazione di Marubuchi                  | 丸渕駅（まるぶち）                                                 |
| Stazione di Marugame                   | 丸亀駅（まるがめ）                                                 |
| Stazione di Marumori                   | 丸森駅（まるもり）                                                 |
| Stazione di Marunouchi (Kiyosu)        | 丸ノ内駅（まるのうち）                                             |
| Stazione di Marunouchi (Nagoya, Aichi) | 丸の内駅 (愛知県)（まるのうち）                                    |
| Stazione di Marunouchi (Toyama)        | 丸の内駅 (富山県)（まるのうち）                                    |
| Stazione di Maruo                      | 丸尾駅（まるお）                                                   |
| Stazione di Maruoka                    | 丸岡駅（まるおか）                                                 |
| Stazione di Maruseppu                  | 丸瀬布駅（まるせっぷ）                                             |
| Stazione di Marutamachi                | 丸太町駅（まるたまち）                                             |
| Stazione di Maruyama (Hyogo)           | 丸山駅 (兵庫県)（まるやま）                                        |
| Stazione di Maruyama (Mie)             | 丸山駅 (三重県)（まるやま）                                        |
| Stazione di Maruyama (Saitama)         | 丸山駅 (埼玉県)（まるやま）                                        |
| Stazione di Maruyamakōen               | 円山公園駅（まるやまこうえん）                                     |
| Stazione di Maruyamashita              | 丸山下駅（まるやました）                                           |
| Stazione di Masaki (Ehime)             | 松前駅（まさき）                                                   |
| Stazione di Masaki (Miyazaki)          | 真幸駅（まさき）                                                   |
| Stazione di Masaru                     | 真申駅（まさる）                                                   |
| Stazione di Mashike                    | 増毛駅（ましけ）                                                   |
| Stazione di Mashiko                    | 益子駅（ましこ）                                                   |
| Stazione di Mashū                      | 摩周駅（ましゅう）                                                 |
| Stazione di Masuda                     | 益田駅（ますだ）                                                   |
| Stazione di Masuga                     | 真菅駅（ますが）                                                   |
| Stazione di Masukata                   | 升形駅（ますかた）                                                 |
| Stazione di Masuo (Mie)                | 益生駅（ますお）                                                   |
| Stazione di Masuo (Chiba)              | 増尾駅（ますお）                                                   |
| Stazione di Masuura                    | 鱒浦駅（ますうら）                                                 |
| Stazione di Masuzawa                   | 鱒沢駅（ますざわ）                                                 |
| Stazione di Mataki                     | 真滝駅（またき）                                                   |
| Stazione di Matoba                     | 的場駅（まとば）                                                   |
| Matoba-cho                             | 的場町駅（まとばちょう）                                           |
| Stazione di Matogata                   | 的形駅（まとがた）                                                 |
| Stazione di Matō                       | 間藤駅（まとう）                                                   |
| Stazione di Matsuba                    | 松葉駅（まつば）                                                   |
| Stazione di Matsubara (Nagasaki)       | 松原駅 (長崎県)（まつばら）                                        |
| Stazione di Matsubara (Tokyo)          | 松原駅 (東京都)（まつばら）                                        |
| Stazione di Matsubaradanchi            | 松原団地駅（まつばらだんち）                                       |
| Stazione di Matsubarako                | 松原湖駅（まつばらこ）                                             |
| Stazione di Matsubase                  | 松橋駅（まつばせ）                                                 |
| Stazione di Matsuchi                   | 真土駅（まつち）                                                   |
| Stazione di Matsuda                    | 松田駅（まつだ）                                                   |
| Stazione di Matsudai                   | まつだい駅                                                         |
| Stazione di Matsudo                    | 松戸駅（まつど）                                                   |
| Stazione di Matsudo-Shinden            | 松戸新田駅（まつどしんでん）                                       |
| Stazione di Matsue                     | 松江駅（まつえ）                                                   |
| Stazione di Matsue English Garden Mae  | 松江イングリッシュガーデン前駅（まつえいんぐりっしゅがーでんまえ） |
| Stazione di Matsue Shinjiko-onsen      | 松江しんじ湖温泉駅（まつえしんじこおんせん）                       |
| Stazione di Matsue Vogel Park          | 松江フォーゲルパーク駅（まつえふぉーげるぱーく）                   |
| Stazione di Matsugasaki (Kyoto)        | 松ヶ崎駅 (京都府)（まつがさき）                                    |
| Stazione di Matsugasaki (Mie)          | 松ヶ崎駅 (三重県)（まつがさき）                                    |
| Stazione di Matsugaura                 | 松ヶ浦駅（まつがうら）                                             |
| Stazione di Matsugaya                  | 松が谷駅（まつがや）                                               |
| Stazione di Matsugishi                 | 松岸駅（まつぎし）                                                 |
| Stazione di Matsuhidai                 | 松飛台駅（まつひだい）                                             |
| Stazione di Matsuhisa                  | 松久駅（まつひさ）                                                 |
| Stazione di Matsuida                   | 松井田駅（まついだ）                                               |
| Stazione di Matsuiwa                   | 松岩駅（まついわ）                                                 |
| Stazione di Matsui-Yamate              | 松井山手駅（まついやまて）                                         |
| Stazione di Matsukami                  | 松神駅（まつかみ）                                                 |
| Stazione di Matsukawa                  | 松川駅（まつかわ）                                                 |
| Stazione di Matsukitai                 | 松木平駅（まつきたい）                                             |
| Stazione di Matsukura                  | 松倉駅（まつくら）                                                 |
| Stazione di Matsukusa                  | 松草駅（まつくさ）                                                 |
| Stazione di Matsumaru                  | 松丸駅（まつまる）                                                 |
| Stazione di Matsumori                  | 松森駅（まつもり）                                                 |
| Stazione di Matsumoto                  | 松本駅（まつもと）                                                 |
| Stazione di Matsumushi                 | 松虫駅（まつむし）                                                 |
| Stazione di Matsunaga                  | 松永駅（まつなが）                                                 |
| Stazione di Matsunobamba               | 松ノ馬場駅（まつのばんば）                                         |
| Stazione di Matsunohama                | 松ノ浜駅（まつのはま）                                             |
| Stazione di Matsunoodera               | 松尾寺駅（まつのおでら）                                           |
| Stazione di Matsuo (Chiba)             | 松尾駅 (千葉県)（まつお）                                          |
| Stazione di Matsuo (Kyoto)             | 松尾駅 (京都府)（まつお）                                          |
| Stazione di Matsuo (Mie)               | 松尾駅 (三重県)（まつお）                                          |
| Stazione di Matsuo-Hachimantai         | 松尾八幡平駅（まつおはちまんたい）                                 |
| Stazione di Matsuoka                   | 松岡駅（まつおか）                                                 |
| Stazione di Matsuomachi                | 松尾町駅（まつおまち）                                             |
| Stazione di Matsusaka                  | 松阪駅（まつさか）                                                 |
| Stazione di Matsushima                 | 松島駅（まつしま）                                                 |
| Stazione di Matsushima-Kaigan          | 松島海岸駅（まつしまかいがん）                                     |
| Stazione di Matsushima-Nichōme         | 松島二丁目駅（まつしまにちょうめ）                                 |
| Stazione di Matsushiro                 | 松代駅（まつしろ）                                                 |
| Stazione di Matsushita                 | 松下駅（まつした）                                                 |
| Stazione di Matsuura                   | 松浦駅（まつうら）                                                 |
| Stazione di Matsuyama (Ehime)          | 松山駅 (愛媛県)（まつやま）                                        |
| Stazione di Matsuyama (Fukuoka)        | 松山駅 (福岡県)（まつやま）                                        |
| Stazione di Matsuyamachi               | 松屋町駅（まつやまち）                                             |
| Stazione di Matsuyama-ekimae           | 松山駅前駅（まつやまえきまえ）                                     |
| Stazione di Matsuyama-Machi (Miyagi)   | 松山町駅 (宮城県)（まつやままち）                                  |
| Stazione di Matsuyama-Machi (Nagasaki) | 松山町駅 (長崎県)（まつやままち）                                  |
| Stazione di Matsuyamashi               | 松山市駅（まつやまし）                                             |
| Stazione di Matsuyamashi-ekimae        | 松山市駅前駅（まつやましえきまえ）                                 |
| Stazione di Matsuzaki (Fukuoka)        | 松崎駅 (福岡県)（まつざき）                                        |
| Stazione di Matsuzaki (Tottori)        | 松崎駅 (鳥取県)（まつざき）                                        |
| Stazione di Matsuzuka                  | 松塚駅（まつづか）                                                 |
| Stazione di Mattō                      | 松任駅（まっとう）                                                 |
| Stazione di Maya Cable                 | 摩耶ケーブル駅（まやけーぶる）                                     |

### Me
| Stazione di Mede                | 目出駅（めで）                       |
| Stazione di Mefujinja           | 売布神社駅（めふじんじゃ）           |
| Stazione di Mega (Hyogo)        | 妻鹿駅（めが）                       |
| Stazione di Mega (Yamagata)     | 女鹿駅（めが）                       |
| Stazione di Megumino            | 恵み野駅（めぐみの）                 |
| Stazione di Meguro              | 目黒駅（めぐろ）                     |
| Stazione di Meidaimae           | 明大前駅（めいだいまえ）             |
| Stazione di Meiden-Akasaka      | 名電赤坂駅（めいでんあかさか）       |
| Stazione di Meiden-Kakamigahara | 名電各務原駅（めいでんかかみがはら） |
| Stazione di Meiden-Nagasawa     | 名電長沢駅（めいでんながさわ）       |
| Stazione di Meiden-Yamanaka     | 名電山中駅（めいでんやまなか）       |
| Stazione di Meihō               | 明峰駅（めいほう）                   |
| Stazione di Meiji-Jingūmae      | 明治神宮前駅（めいじじんぐうまえ）   |
| Stazione di Meijōkōen           | 名城公園駅（めいじょうこうえん）     |
| Stazione di Meinohama           | 姪浜駅（めいのはま）                 |
| Stazione di Meitetsu Gifu       | 名鉄岐阜駅（めいてつぎふ）           |
| Stazione di Meitetsu Ichinomiya | 名鉄一宮駅（めいてついちのみや）     |
| Stazione di Meitetsu Nagoya     | 名鉄名古屋駅（めいてつなごや）       |
| Stazione di Mejiro              | 目白駅（めじろ）                     |
| Stazione di Mejirodai           | めじろ台駅（めじろだい）             |
| Stazione di Mejiroyamashita     | 目白山下駅（めじろやました）         |
| Stazione di Memambetsu          | 女満別駅（めまんべつ）               |
| Stazione di Memuro              | 芽室駅（めむろ）                     |
| Stazione di Mena                | 目名駅（めな）                       |
| Stazione di Menden              | 免田駅 (石川県)（めんでん）          |
| Stazione di Meotoishi           | 夫婦石駅（めおといし）               |
| Stazione di Metoki              | 目時駅（めとき）                     |

### Mi
| Stazione di Miai                                         | 美合駅（みあい）                                                               |
| Stazione di Mibu                                         | 壬生駅（みぶ）                                                                 |
| Stazione di Michikawa                                    | 道川駅（みちかわ）                                                             |
| Stazione di Michinoo                                     | 道ノ尾駅（みちのお）                                                           |
| Stazione di Michinoue                                    | 道上駅（みちのうえ）                                                           |
| Stazione di Mida                                         | 箕田駅（みだ）                                                                 |
| Stazione di Midaibashi                                   | 三代橋駅（みだいばし）                                                         |
| Stazione di Midami                                       | 美談駅（みだみ）                                                               |
| Stazione di Midaregawa                                   | 乱川駅（みだれがわ）                                                           |
| Stazione di Midō                                         | 御堂駅（みどう）                                                               |
| Stazione di Midori (Gifu)                                | 水鳥駅（みどり）                                                               |
| Stazione di Midori (Hokkaidō)                            | 緑駅（みどり）                                                                 |
| Stazione di Midoribashi                                  | 緑橋駅（みどりばし）                                                           |
| Stazione di Midorichō                                    | 緑町駅（みどりちょう）                                                         |
| Stazione di Midoridai                                    | みどり台駅（みどりだい）                                                       |
| Stazione di Midorigaoka (Hokkaido)                       | 緑が丘駅 (北海道)（みどりがおか）                                              |
| Stazione di Midorigaoka (Hyogo)                          | 緑が丘駅 (兵庫県)（みどりがおか）                                              |
| Stazione di Midorigaoka (Tokyo)                          | 緑が丘駅 (東京都)（みどりがおか）                                              |
| Stazione di Midorii                                      | 緑井駅（みどりい）                                                             |
| Stazione di Midorikawa                                   | 緑川駅（みどりかわ）                                                           |
| Stazione di Midoriko                                     | みどり湖駅（みどりこ）                                                         |
| Stazione di Midorino                                     | みどりの駅                                                                     |
| Stazione di Mie                                          | 三会駅（みえ）                                                                 |
| Stazione di Miebashi                                     | 美栄橋駅（みえばし）                                                           |
| Stazione di Mieji                                        | 美江寺駅（みえじ）                                                             |
| Stazione di Miemachi                                     | 三重町駅（みえまち）                                                           |
| Stazione di Mihama                                       | 美浜駅（みはま）                                                               |
| Stazione di Mihamaryokuen                                | 美浜緑苑駅（みはまりょくえん）                                                 |
| Stazione di Mihara                                       | 三原駅（みはら）                                                               |
| Stazione di Miharashidai                                 | 見晴台駅（みはらしだい）                                                       |
| Stazione di Miharu                                       | 三春駅（みはる）                                                               |
| Stazione di Mihata                                       | 美旗駅（みはた）                                                               |
| Stazione di Mihomisumi                                   | 三保三隅駅（みほみすみ）                                                       |
| Stazione di Mii                                          | 御井駅（みい）                                                                 |
| Stazione di Miidera                                      | 三井寺駅（みいでら）                                                           |
| Stazione di Miinohara                                    | 三井野原駅（みいのはら）                                                       |
| Stazione di Mikado                                       | 三門駅（みかど）                                                               |
| Stazione di Mikadodai                                    | 御門台駅（みかどだい）                                                         |
| Stazione di Mikage (Hokkaido)                            | 御影駅 (北海道)（みかげ）                                                      |
| Stazione di Mikage (Hankyū)                              | 御影駅 (阪急)（みかげ）                                                        |
| Stazione di Mikage (Hanshin)                             | 御影駅 (阪神)（みかげ）                                                        |
| Stazione di Mikakino                                     | 三柿野駅（みかきの）                                                           |
| Stazione di Mikamo                                       | 三加茂駅（みかも）                                                             |
| Stazione di Mikanodai                                    | 美加の台駅（みかのだい）                                                       |
| Stazione di Mikata                                       | 三方駅（みかた）                                                               |
| Stazione di Mikawa (Hokkaido)                            | 三川駅 (北海道)（みかわ）                                                      |
| Stazione di Mikawa (Ishikawa)                            | 美川駅（みかわ）                                                               |
| Stazione di Mikawa (Niigata)                             | 三川駅 (新潟県)（みかわ）                                                      |
| Stazione di Mikawa-Anjō                                  | 三河安城駅（みかわあんじょう）                                                 |
| Stazione di Mikawachi                                    | 三河内駅（みかわち）                                                           |
| Stazione di Mikawa-Chiryū                                | 三河知立駅（みかわちりゅう）                                                   |
| Stazione di Mikawa-Ichinomiya                            | 三河一宮駅（みかわいちのみや）                                                 |
| Stazione di Mikawa-Kamigō                                | 三河上郷駅（みかわかみごう）                                                   |
| Stazione di Mikawa-Kashima                               | 三河鹿島駅（みかわかしま）                                                     |
| Stazione di Mikawa-Kawai                                 | 三河川合駅（みかわかわい）                                                     |
| Stazione di Mikawa-Makihara                              | 三河槙原駅（みかわまきはら）                                                   |
| Stazione di Mikawa-Miya                                  | 三河三谷駅（みかわみや）                                                       |
| Stazione di Mikawa-Ogihara                               | 三河荻原駅（みかわおぎはら）                                                   |
| Stazione di Mikawa-Ōno                                   | 三河大野駅（みかわおおの）                                                     |
| Stazione di Mikawa-Ōtsuka                                | 三河大塚駅（みかわおおつか）                                                   |
| Stazione di Mikawashima                                  | 三河島駅（みかわしま）                                                         |
| Stazione di Mikawa-Shiotsu                               | 三河塩津駅（みかわしおつ）                                                     |
| Stazione di Mikawa-Tahara                                | 三河田原駅（みかわたはら）                                                     |
| Stazione di Mikawa-Takahama                              | 三河高浜駅（みかわたかはま）                                                   |
| Stazione di Mikawa-Toba                                  | 三河鳥羽駅（みかわとば）                                                       |
| Stazione di Mikawa-Tōgō                                  | 三河東郷駅（みかわとうごう）                                                   |
| Stazione di Mikawa-Toyota                                | 三河豊田駅（みかわとよた）                                                     |
| Stazione di Mikawa-Yatsuhashi                            | 三河八橋駅（みかわやつはし）                                                   |
| Stazione di Mikayamaguchi                                | 三ヶ山口駅（みかやまぐち）                                                     |
| Stazione di Mikazuki                                     | 三日月駅（みかづき）                                                           |
| Stazione di Mikekado                                     | 三毛門駅（みけかど）                                                           |
| Stazione di Miki                                         | 三木駅 (神戸電鉄)（みき）                                                      |
| Stazione di Mikisato                                     | 三木里駅（みきさと）                                                           |
| Stazione di Miki-Uenomaru                                | 三木上の丸駅（みきうえのまる）                                                 |
| Stazione di Mikkabi                                      | 三ヶ日駅（みっかび）                                                           |
| Stazione di Mikkaichi                                    | 三日市駅（みっかいち）                                                         |
| Stazione di Mikkaichichō                                 | 三日市町駅（みっかいちちょう）                                                 |
| Stazione di Mikumo                                       | 三雲駅（みくも）                                                               |
| Stazione di Mikuni (Fukui)                               | 三国駅 (福井県)（みくに）                                                      |
| Stazione di Mikuni (Osaka)                               | 三国駅 (大阪府)（みくに）                                                      |
| Stazione di Mikunigaoka (Fukuoka)                        | 三国が丘駅（みくにがおか）                                                     |
| Stazione di Mikunigaoka (Osaka)                          | 三国ヶ丘駅（みくにがおか）                                                     |
| Stazione di Mikunijinja                                  | 三国神社駅（みくにじんじゃ）                                                   |
| Stazione di Mikuniminato                                 | 三国港駅（みくにみなと）                                                       |
| Stazione di Mikuriya (Nagasaki)                          | 御厨駅（みくりや）                                                             |
| Stazione di Mikuriya (Tottori)                           | 御来屋駅（みくりや）                                                           |
| Stazione di Mimasaka                                     | 三間坂駅（みまさか）                                                           |
| Stazione di Mimasaka-Doi                                 | 美作土居駅（みまさかどい）                                                     |
| Stazione di Mimasaka-Emi                                 | 美作江見駅（みまさかえみ）                                                     |
| Stazione di Mimasaka-Kamo                                | 美作加茂駅（みまさかかも）                                                     |
| Stazione di Mimasaka-Kawai                               | 美作河井駅（みまさかかわい）                                                   |
| Stazione di Mimasaka-Ochiai                              | 美作落合駅（みまさかおちあい）                                                 |
| Stazione di Mimasaka-Oiwake                              | 美作追分駅（みまさかおいわけ）                                                 |
| Stazione di Mimasaka-Ōsaki                               | 美作大崎駅（みまさかおおさき）                                                 |
| Stazione di Mimasaka-Sendai                              | 美作千代駅（みまさかせんだい）                                                 |
| Stazione di Mimasaka-Takio                               | 美作滝尾駅（みまさかたきお）                                                   |
| Stazione di Mimata                                       | 三股駅（みまた）                                                               |
| Stazione di Miminashi                                    | 耳成駅（みみなし）                                                             |
| Stazione di Mimitsu                                      | 美々津駅（みみつ）                                                             |
| Stazione di Mimmaya                                      | 三厩駅（みんまや）                                                             |
| Stazione di Mimomi                                       | 実籾駅（みもみ）                                                               |
| Stazione di Mimurodo                                     | 三室戸駅（みむろど）                                                           |
| Stazione di Minabe                                       | 南部駅（みなべ）                                                               |
| Stazione di Minagi                                       | 美袋駅（みなぎ）                                                               |
| Stazione di Minakami                                     | 水上駅（みなかみ）                                                             |
| Stazione di Minakuchi                                    | 水口駅（みなくち）                                                             |
| Stazione di Minakuchi-Ishibashi                          | 水口石橋駅（みなくちいしばし）                                                 |
| Stazione di Minakuchi-Jōnan                              | 水口城南駅（みなくちじょうなん）                                               |
| Stazione di Minakuchi-Matsuo                             | 水口松尾駅（みなくちまつお）                                                   |
| Stazione di Minamata                                     | 水俣駅（みなまた）                                                             |
| Stazione di Minami-Anjo                                  | 南安城駅（みなみあんじょう）                                                   |
| Stazione di Minami-Arako                                 | 南荒子駅（みなみあらこ）                                                       |
| Stazione di Minami-Arao                                  | 南荒尾駅（みなみあらお）                                                       |
| Stazione di Minami-Asagaya                               | 南阿佐ヶ谷駅（みなみあさがや）                                                 |
| Stazione di Minamiaso Mizu-no-Umareru-Sato Hakusui-Kōgen | 南阿蘇水の生まれる里白水高原駅（みなみあそみずのうまれるさとはくすいこうげん） |
| Stazione di Minamiaso-Shirakawasuigen                    | 南阿蘇白川水源駅（みなみあそしらかわすいげん）                                 |
| Stazione di Minami-Bifuka                                | 南美深駅（みなみびふか）                                                       |
| Stazione di Minami-Chitose                               | 南千歳駅（みなみちとせ）                                                       |
| Stazione di Minamichōkai                                 | 南鳥海駅（みなみちょうかい）                                                   |
| Stazione di Minamidaira                                  | 南平駅（みなみだいら）                                                         |
| Stazione di Minami-Daitō                                 | 南大東駅（みなみだいとう）                                                     |
| Stazione di Minami-Dewa                                  | 南出羽駅（みなみでわ）                                                         |
| Stazione di Minami-Fukuoka                               | 南福岡駅（みなみふくおか）                                                     |
| Stazione di Minami-Fukushima                             | 南福島駅（みなみふくしま）                                                     |
| Stazione di Minami-Funabashi                             | 南船橋駅（みなみふなばし）                                                     |
| Stazione di Minami-Furuya                                | 南古谷駅（みなみふるや）                                                       |
| Stazione di Minamigaoka                                  | 南が丘駅（みなみがおか）                                                       |
| Stazione di Minami-Gōchi                                 | 南河内駅（みなみごうち）                                                       |
| Stazione di Minami-Gotemba                               | 南御殿場駅（みなみごてんば）                                                   |
| Stazione di Minami-Gyōtoku                               | 南行徳駅（みなみぎょうとく）                                                   |
| Stazione di Minami-Hakui                                 | 南羽咋駅（みなみはくい）                                                       |
| Stazione di Minami-Hanyū                                 | 南羽生駅（みなみはにゅう）                                                     |
| Stazione di Minamihara                                   | 南三原駅（みなみはら）                                                         |
| Stazione di Minami-Hashimoto                             | 南橋本駅（みなみはしもと）                                                     |
| Stazione di Minami-Hatogaya                              | 南鳩ヶ谷駅（みなみはとがや）                                                   |
| Stazione di Minami-Hikone                                | 南彦根駅（みなみひこね）                                                       |
| Stazione di Minami-Hinaga                                | 南日永駅（みなみひなが）                                                       |
| Stazione di Minami-Hiragishi                             | 南平岸駅（みなみひらぎし）                                                     |
| Stazione di Minami-Horibata                              | 南堀端駅（みなみほりばた）                                                     |
| Stazione di Minami-Horonobe                              | 南幌延駅（みなみほろのべ）                                                     |
| Stazione di Minami-Hyūga                                 | 南日向駅（みなみひゅうが）                                                     |
| Stazione di Minami-Ibaraki                               | 南茨木駅（みなみいばらき）                                                     |
| Stazione di Minami-Ikoma                                 | 南生駒駅（みなみいこま）                                                       |
| Stazione di Minami-Imajō                                 | 南今庄駅（みなみいまじょう）                                                   |
| Stazione di Minami-Ishige                                | 南石下駅（みなみいしげ）                                                       |
| Stazione di Minami-Ishii                                 | 南石井駅（みなみいしい）                                                       |
| Stazione di Minami-Ito                                   | 南伊東駅（みなみいとう）                                                       |
| Stazione di Minami-Iwakuni                               | 南岩国駅（みなみいわくに）                                                     |
| Stazione di Minamijuku                                   | 南宿駅（みなみじゅく）                                                         |
| Stazione di Minami-Kagiya                                | 南加木屋駅（みなみかぎや）                                                     |
| Stazione di Minami-Kagoshima                             | 南鹿児島駅（みなみかごしま）                                                   |
| Stazione di Minamikagoshima-ekimae                       | 南鹿児島駅前駅（みなみかごしまえきまえ）                                       |
| Stazione di Minami-Kakuda                                | 南角田駅（みなみかくだ）                                                       |
| Stazione di Minami-Kamishiro                             | 南神城駅（みなみかみしろ）                                                     |
| Stazione di Minami-Kariyasu                              | 美並苅安駅（みなみかりやす）                                                   |
| Stazione di Minami-Kashiwa                               | 南柏駅（みなみかしわ）                                                         |
| Stazione di Minami-Kasumichō                             | 南霞町駅（みなみかすみちょう）                                                 |
| Stazione di Minamikata (Miyazaki)                        | 南方駅 (宮崎県)（みなみかた）                                                  |
| Stazione di Minamikata (Osaka)                           | 南方駅 (大阪府)（みなみかた）                                                  |
| Stazione di Minami-Kesennuma                             | 南気仙沼駅（みなみけせんぬま）                                                 |
| Stazione di Minami-Kodakaraonsen                         | みなみ子宝温泉駅（みなみこだからおんせん）                                     |
| Stazione di Minami-Kokura                                | 南小倉駅（みなみこくら）                                                       |
| Stazione di Minami-Komatsushima                          | 南小松島駅（みなみこまつしま）                                                 |
| Stazione di Minami-Koshigaya                             | 南越谷駅（みなみこしがや）                                                     |
| Stazione di Minami-Kōen                                  | 南公園駅（みなみこうえん）                                                     |
| Stazione di Minami-Kōfu                                  | 南甲府駅（みなみこうふ）                                                       |
| Stazione di Minami-Kumamoto                              | 南熊本駅（みなみくまもと）                                                     |
| Stazione di Minami-Kurihashi                             | 南栗橋駅（みなみくりはし）                                                     |
| Stazione di Minami-Kurume                                | 南久留米駅（みなみくるめ）                                                     |
| Stazione di Minami-Kusatsu                               | 南草津駅（みなみくさつ）                                                       |
| Minami-kuyakusho-mae                                     | 南区役所前駅（みなみくやくしょまえ）                                           |
| Stazione di Minamimachi                                  | 南町駅（みなみまち）                                                           |
| Minami-machi 2-chome                                     | 皆実町ニ丁目駅（みなみまちにちょうめ）                                         |
| Minami-machi 6-chome                                     | 皆実町六丁目駅（みなみまちろくちょうめ）                                       |
| Stazione di Minami-Machida                               | 南町田駅（みなみまちだ）                                                       |
| Stazione di Minami-Makigahara                            | 南万騎が原駅（みなみまきがはら）                                               |
| Stazione di Minami-Matsumoto                             | 南松本駅（みなみまつもと）                                                     |
| Stazione di Minami-Miyazaki                              | 南宮崎駅（みなみみやざき）                                                     |
| Stazione di Minami-Morimachi                             | 南森町駅（みなみもりまち）                                                     |
| Stazione di Minami-Moriya                                | 南守谷駅（みなみもりや）                                                       |
| Stazione di Minami-Nagai                                 | 南長井駅（みなみながい）                                                       |
| Stazione di Minami-Nagaoka                               | 南長岡駅（みなみながおか）                                                     |
| Stazione di Minami-Nagareyama                            | 南流山駅（みなみながれやま）                                                   |
| Stazione di Minami-Nagayama                              | 南永山駅（みなみながやま）                                                     |
| Stazione di Minami-Nakagawa                              | 南中川駅（みなみなかがわ）                                                     |
| Stazione di Minami-Nakagō                                | 南中郷駅（みなみなかごう）                                                     |
| Stazione di Minamino                                     | 南野駅（みなみの）                                                             |
| Stazione di Minami-Nobeoka                               | 南延岡駅（みなみのべおか）                                                     |
| Stazione di Minami-Nōgata Gotenguchi                     | 南直方御殿口駅（みなみのおがたごてんぐち）                                     |
| Stazione di Minami-Ōdaka                                 | 南大高駅（みなみおおだか）                                                     |
| Stazione di Minami-Onoda                                 | 南小野田駅（みなみおのだ）                                                     |
| Stazione di Minami-Ōita                                  | 南大分駅（みなみおおいた）                                                     |
| Stazione di Minami-Ōmachi                                | 南大町駅（みなみおおまち）                                                     |
| Stazione di Minami-Ōmine                                 | 南大嶺駅（みなみおおみね）                                                     |
| Stazione di Minami-Ōsawa                                 | 南大沢駅（みなみおおさわ）                                                     |
| Stazione di Minami-Ōta                                   | 南太田駅（みなみおおた）                                                       |
| Stazione di Minami-Ōtsuka                                | 南大塚駅（みなみおおつか）                                                     |
| Stazione di Minami-Otari                                 | 南小谷駅（みなみおたり）                                                       |
| Stazione di Minami-Otaru                                 | 南小樽駅（みなみおたる）                                                       |
| Stazione di Minami-Pippu                                 | 南比布駅（みなみぴっぷ）                                                       |
| Stazione di Minami-Rinkan                                | 南林間駅（みなみりんかん）                                                     |
| Stazione di Minami-Sagae                                 | 南寒河江駅（みなみさがえ）                                                     |
| Stazione di Minamisakae                                  | 南栄駅（みなみさかえ）                                                         |
| Stazione di Minami-Sakaide                               | 南酒出駅（みなみさかいで）                                                     |
| Stazione di Minami-Sakurai                               | 南桜井駅（みなみさくらい）                                                     |
| Stazione di Minami-Sendai                                | 南仙台駅（みなみせんだい）                                                     |
| Stazione di Minami-Senju                                 | 南千住駅（みなみせんじゅ）                                                     |
| Stazione di Minami-Senri                                 | 南千里駅（みなみせんり）                                                       |
| Stazione di Minami-Setaka                                | 南瀬高駅（みなみせたか）                                                       |
| Stazione di Minami-Settsu                                | 南摂津駅（みなみせっつ）                                                       |
| Stazione di Minami-Shari                                 | 南斜里駅（みなみしゃり）                                                       |
| Stazione di Minami-Shiga                                 | 南滋賀駅（みなみしが）                                                         |
| Stazione di Minami-Shimabara                             | 南島原駅（みなみしまばら）                                                     |
| Stazione di Minami-Shimizusawa                           | 南清水沢駅（みなみしみずさわ）                                                 |
| Stazione di Minami-Shimonuma                             | 南下沼駅（みなみしもぬま）                                                     |
| Stazione di Minami-Shimotoppu                            | 南下徳富駅（みなみしもとっぷ）                                                 |
| Stazione di Minami-Shinji                                | 南宍道駅（みなみしんじ）                                                       |
| Stazione di Minami-Shinjō                                | 南新庄駅（みなみしんじょう）                                                   |
| Stazione di Minami-Shinjuku                              | 南新宿駅（みなみしんじゅく）                                                   |
| Stazione di Minami-Shisui                                | 南酒々井駅（みなみしすい）                                                     |
| Stazione di Minami-Sunamachi                             | 南砂町駅（みなみすなまち）                                                     |
| Stazione di Minami-Takada                                | 南高田駅（みなみたかだ）                                                       |
| Stazione di Minami-Takasaki                              | 南高崎駅（みなみたかさき）                                                     |
| Stazione di Minami-Tama                                  | 南多摩駅（みなみたま）                                                         |
| Stazione di Minami-Tanabe                                | 南田辺駅（みなみたなべ）                                                       |
| Stazione di Minami-Tatsumi                               | 南巽駅（みなみたつみ）                                                         |
| Stazione di Minami-Teshikaga                             | 南弟子屈駅（みなみてしかが）                                                   |
| Stazione di Minami-Toyama                                | 南富山駅（みなみとやま）                                                       |
| Stazione di Minamitoyama-ekimae                          | 南富山駅前駅（みなみとやまえきまえ）                                           |
| Stazione di Minami-Toyoshina                             | 南豊科駅（みなみとよしな）                                                     |
| Stazione di Minami-Uozaki                                | 南魚崎駅（みなみうおざき）                                                     |
| Stazione di Minami-Urawa                                 | 南浦和駅（みなみうらわ）                                                       |
| Stazione di Minami-Utsunomiya                            | 南宇都宮駅（みなみうつのみや）                                                 |
| Stazione di Minami-Wakamatsu                             | 南若松駅（みなみわかまつ）                                                     |
| Stazione di Minami-Wakkanai                              | 南稚内駅（みなみわっかない）                                                   |
| Stazione di Minami Woody Town                            | 南ウッディタウン駅（みなみうっでぃたうん）                                     |
| Stazione di Minami-Yashiro                               | 南矢代駅（みなみやしろ）                                                       |
| Stazione di Minami-Yokkaichi                             | 南四日市駅（みなみよっかいち）                                                 |
| Stazione di Minami-Yonezawa                              | 南米沢駅（みなみよねざわ）                                                     |
| Stazione di Minami-Yono                                  | 南与野駅（みなみよの）                                                         |
| Stazione di Minami-Yoshida                               | 南吉田駅（みなみよしだ）                                                       |
| Stazione di Minami-Yufu                                  | 南由布駅（みなみゆふ）                                                         |
| Stazione di Minami-Yukuhashi                             | 南行橋駅（みなみゆくはし）                                                     |
| Stazione di Minano                                       | 皆野駅（みなの）                                                               |
| Stazione di Minara                                       | 見奈良駅（みなら）                                                             |
| Stazione di Minase                                       | 水無瀬駅（みなせ）                                                             |
| Stazione di Minato                                       | 湊駅（みなと）                                                                 |
| Stazione di Minatochō                                    | 港町駅（みなとちょう）                                                         |
| Stazione di Minatogawa                                   | 湊川駅（みなとがわ）                                                           |
| Stazione di Minatogawakōen                               | 湊川公園駅（みなとがわこうえん）                                               |
| Stazione di Minatojima                                   | みなとじま駅（みなとじま）                                                     |
| Stazione di Minato Kuyakusho                             | 港区役所駅（みなとくやくしょ）                                                 |
| Stazione di Minatomirai                                  | みなとみらい駅                                                                 |
| Stazione di Minatomotomachi                              | みなと元町駅（みなともとまち）                                                 |
| Stazione di Minatoyama                                   | 港山駅（みなとやま）                                                           |
| Stazione di Minawa                                       | 三縄駅（みなわ）                                                               |
| Stazione di Mine                                         | 美祢駅（みね）                                                                 |
| Stazione di Minenobu                                     | 峰延駅（みねのぶ）                                                             |
| Stazione di Mineyama                                     | 峰山駅（みねやま）                                                             |
| Stazione di Mineyoshikawa                                | 峰吉川駅（みねよしかわ）                                                       |
| Stazione di Mino                                         | みの駅                                                                         |
| Stazione di Mino-Akasaka                                 | 美濃赤坂駅（みのあかさか）                                                     |
| Stazione di Minobayashi                                  | 見能林駅（みのばやし）                                                         |
| Stazione di Minobu                                       | 身延駅（みのぶ）                                                               |
| Stazione di Mino-Hongō                                   | 美濃本郷駅（みのほんごう）                                                     |
| Stazione di Mino-Kawai                                   | 美濃川合駅（みのかわい）                                                       |
| Stazione di Mino-Matsuyama                               | 美濃松山駅（みのまつやま）                                                     |
| Stazione di Minoo                                        | 箕面駅（みのお）                                                               |
| Stazione di Mino-Ōkubo                                   | 美濃大久保駅（みのおおくぼ）                                                   |
| Stazione di Mino-Ōta                                     | 美濃太田駅（みのおおた）                                                       |
| Stazione di Minoridai                                    | みのり台駅（みのりだい）                                                       |
| Stazione di Mino-Sakamoto                                | 美乃坂本駅（みのさかもと）                                                     |
| Stazione di Minose                                       | 三野瀬駅（みのせ）                                                             |
| Stazione di Minoshi                                      | 美濃市駅（みのし）                                                             |
| Stazione di Minoshima                                    | 箕島駅（みのしま）                                                             |
| Stazione di Mino-Shirotori                               | 美濃白鳥駅（みのしろとり）                                                     |
| Stazione di Mino-Takada                                  | 美濃高田駅（みのたかだ）                                                       |
| Stazione di Minotani                                     | 箕谷駅（みのたに）                                                             |
| Stazione di Mino-Tsuya                                   | 美濃津屋駅（みのつや）                                                         |
| Stazione di Minoura                                      | 箕浦駅（みのうら）                                                             |
| Stazione di Minowa                                       | 三ノ輪駅（みのわ）                                                             |
| Stazione di Minowabashi                                  | 三ノ輪橋駅（みのわばし）                                                       |
| Stazione di Mino-Yamazaki                                | 美濃山崎駅（みのやまざき）                                                     |
| Stazione di Mino-Yanagi                                  | 美濃青柳駅（みのやなぎ）                                                       |
| Stazione di Minumadai-shinsuikōen                        | 見沼代親水公園駅（みぬまだいしんすいこうえん）                                 |
| Stazione di Miraidaira                                   | みらい平駅（みらいだいら）                                                     |
| Stazione di Mirasaka                                     | 三良坂駅（みらさか）                                                           |
| Stazione di Mirozu                                       | 見老津駅（みろづ）                                                             |
| Stazione di Misaki (Hokkaido)                            | 御崎駅（みさき）                                                               |
| Stazione di Misaki (Chiba)                               | 三咲駅（みさき）                                                               |
| Stazione di Misakigaoka                                  | 美咲が丘駅（みさきがおか）                                                     |
| Stazione di Misakiguchi                                  | 三崎口駅（みさきぐち）                                                         |
| Stazione di Misakikōen (Osaka)                           | みさき公園駅（みさきこうえん）                                                 |
| Stazione di Misakikōen (Hyogo)                           | 御崎公園駅（みさきこうえん）                                                   |
| Stazione di Misakubo                                     | 水窪駅（みさくぼ）                                                             |
| Stazione di Misasagi                                     | 御陵駅（みささぎ）                                                             |
| Stazione di Misashima                                    | 美佐島駅（みさしま）                                                           |
| Stazione di Misato (Mie)                                 | 三里駅（みさと）                                                               |
| Stazione di Misato (Nagano)                              | 美里駅（みさと）                                                               |
| Stazione di Misato (Saitama)                             | 三郷駅 (埼玉県)（みさと）                                                      |
| Stazione di Misatochūō                                   | 三郷中央駅（みさとちゅうおう）                                                 |
| Stazione di Misawa                                       | 三沢駅 (青森県)（みさわ）                                                      |
| Stazione di Misedani                                     | 三瀬谷駅（みせだに）                                                           |
| Stazione di Mishima                                      | 三島駅（みしま）                                                               |
| Stazione di Mishima-Futsukamachi                         | 三島二日町駅（みしまふつかまち）                                               |
| Stazione di Mishima-Hirokōji                             | 三島広小路駅（みしまひろこうじ）                                               |
| Stazione di Mishima-Tamachi                              | 三島田町駅（みしまたまち）                                                     |
| Stazione di Mishō                                        | 御庄駅（みしょう）                                                             |
| Stazione di Misono                                       | 美園駅（みその）                                                               |
| Stazione di Misono-Chūōkōen                              | 美薗中央公園駅（みそのちゅうおうこうえん）                                     |
| Stazione di Misumi                                       | 三角駅（みすみ）                                                               |
| Stazione di Mita                                         | 三田駅 (東京都)（みた）                                                        |
| Stazione di Mitaka                                       | 三鷹駅（みたか）                                                               |
| Stazione di Mitakadai                                    | 三鷹台駅（みたかだい）                                                         |
| Stazione di Mitake (Gifu)                                | 御嵩駅（みたけ）                                                               |
| Stazione di Mitake (Tokyo)                               | 御嶽駅（みたけ）                                                               |
| Stazione di Mitakedaira                                  | 御岳平駅（みたけだいら）                                                       |
| Stazione di Mitakedō                                     | 御岳堂駅（みたけどう）                                                         |
| Stazione di Mitakeguchi                                  | 御嵩口駅（みたけぐち）                                                         |
| Stazione di Mitakesan                                    | 御岳山駅（みたけさん）                                                         |
| Stazione di Mitaki                                       | 三滝駅（みたき）                                                               |
| Stazione di Mitani (Okayama)                             | 三谷駅 (岡山県)（みたに）                                                      |
| Stazione di Mitani (Yamaguchi)                           | 三谷駅 (山口県)（みたに）                                                      |
| Stazione di Mitazono                                     | 美田園駅（みたぞの）                                                           |
| Stazione di Mitejima                                     | 御幣島駅（みてじま）                                                           |
| Stazione di Mito (Ibaraki)                               | 水戸駅（みと）                                                                 |
| Stazione di Mito (Osaka)                                 | 弥刀駅（みと）                                                                 |
| Stazione di Mitoma                                       | 三苫駅（みとま）                                                               |
| Stazione di Mitsu                                        | 三津駅（みつ）                                                                 |
| Stazione di Mitsubishijikōmae                            | 三菱自工前駅（みつびしじこうまえ）                                             |
| Stazione di Mitsuhama                                    | 三津浜駅（みつはま）                                                           |
| Stazione di Mitsuishi (Kumamoto)                         | 三ツ石駅（みついし）                                                           |
| Stazione di Mitsuishi (Okayama)                          | 三石駅（みついし）                                                             |
| Stazione di Mitsukaidō                                   | 水海道駅（みつかいどう）                                                       |
| Stazione di Mitsuke                                      | 見附駅（みつけ）                                                               |
| Stazione di Mitsukoshimae                                | 三越前駅（みつこしまえ）                                                       |
| Stazione di Mitsukyō                                     | 三ツ境駅（みつきょう）                                                         |
| Stazione di Mitsuma                                      | 三妻駅（みつま）                                                               |
| Stazione di Mitsumata                                    | 三俣駅（みつまた）                                                             |
| Stazione di Mitsumatsu (Fukui)                           | 三松駅（みつまつ）                                                             |
| Stazione di Mitsumatsu (Osaka)                           | 三ツ松駅（みつまつ）                                                           |
| Stazione di Mitsumineguchi                               | 三峰口駅（みつみねぐち）                                                       |
| Stazione di Mitsuoka                                     | 三岡駅（みつおか）                                                             |
| Stazione di Mitsusawa                                    | 三沢駅 (福岡県)（みつさわ）                                                    |
| Stazione di Mitsuseki                                    | 三関駅（みつせき）                                                             |
| Stazione di Mitsutōge                                    | 三つ峠駅（みつとうげ）                                                         |
| Stazione di Mitsuwadai                                   | みつわ台駅（みつわだい）                                                       |
| Stazione di Mitsuya                                      | 三ツ屋駅（みつや）                                                             |
| Stazione di Mitsuzawa-Kamichō                            | 三ツ沢上町駅（みつざわかみちょう）                                             |
| Stazione di Mitsuzawa-Shimochō                           | 三ツ沢下町駅（みつざわしもちょう）                                             |
| Stazione di Miura                                        | 三浦駅（みうら）                                                               |
| Stazione di Miurakaigan                                  | 三浦海岸駅（みうらかいがん）                                                   |
| Stazione di Miwa                                         | 三輪駅（みわ）                                                                 |
| Stazione di Miwasaki                                     | 三輪崎駅（みわさき）                                                           |
| Stazione di Miyada                                       | 宮田駅（みやだ）                                                               |
| Stazione di Miyazu                                       | 宮津駅（みやづ）                                                               |
| Stazione di Miyagahama                                   | 宮ヶ浜駅（みやがはま）                                                         |
| Stazione di Miyagawa                                     | 宮川駅（みやがわ）                                                             |
| Stazione di Miyaginohara                                 | 宮城野原駅（みやぎのはら）                                                     |
| Stazione di Miyaguchi                                    | 宮口駅（みやぐち）                                                             |
| Stazione di Miyahara                                     | 宮原駅（みやはら）                                                             |
| Stazione di Miyaji                                       | 宮地駅（みやじ）                                                               |
| Stazione di Miyajidake                                   | 宮地岳駅（みやじだけ）                                                         |
| Stazione di Miyajima                                     | 宮島駅（みやじま）                                                             |
| Stazione di Miyajimaguchi                                | 宮島口駅（みやじまぐち）                                                       |
| Stazione di Miyake-Hachiman                              | 三宅八幡駅（みやけはちまん）                                                   |
| Stazione di Miyaki                                       | 宮木駅（みやき）                                                               |
| Stazione di Miyako                                       | 宮古駅（みやこ）                                                               |
| Stazione di Miyakoda                                     | 都田駅（みやこだ）                                                             |
| Stazione di Miyakoizumi                                  | 美夜古泉駅（みやこいずみ）                                                     |
| Stazione di Miyakojima                                   | 都島駅（みやこじま）                                                           |
| Stazione di Miyakonojō                                   | 都城駅（みやこのじょう）                                                       |
| Stazione di Miyakoshi                                    | 宮越駅（みやこし）                                                             |
| Stazione di Miyama                                       | 美山駅（みやま）                                                               |
| Stazione di Miyamachi                                    | 宮町駅（みやまち）                                                             |
| Stazione di Miyamado                                     | 海山道駅（みやまど）                                                           |
| Stazione di Miyamae                                      | 宮前駅（みやまえ）                                                             |
| Stazione di Miyamaedaira                                 | 宮前平駅（みやまえだいら）                                                     |
| Stazione di Miyamaki                                     | 三山木駅（みやまき）                                                           |
| Stazione di Miyamori                                     | 宮守駅（みやもり）                                                             |
| Stazione di Miyamoto Musashi                             | 宮本武蔵駅（みやもとむさし）                                                   |
| Stazione di Miyamura                                     | 宮村駅（みやむら）                                                             |
| Stazione di Miyano                                       | 宮野駅（みやの）                                                               |
| Stazione di Miyanohira                                   | 宮ノ平駅（みやのひら）                                                         |
| Stazione di Miyanojin                                    | 宮の陣駅（みやのじん）                                                         |
| Stazione di Miyanokoshi                                  | 宮ノ越駅（みやのこし）                                                         |
| Stazione di Miyanomae                                    | 宮ノ前駅（みやのまえ）                                                         |
| Stazione di Miyanosaka (Tokyo)                           | 宮の坂駅（みやのさか）                                                         |
| Stazione di Miyanosaka (Osaka)                           | 宮之阪駅（みやのさか）                                                         |
| Stazione di Miyanosawa                                   | 宮の沢駅（みやのさわ）                                                         |
| Stazione di Miyanoshita                                  | 宮ノ下駅（みやのした）                                                         |
| Stazione di Miyashita                                    | 宮下駅（みやした）                                                             |
| Stazione di Miyatachō                                    | 宮田町駅（みやたちょう）                                                       |
| Stazione di Miyauchi (Hiroshima)                         | 宮内駅 (広島県)（みやうち）                                                    |
| Stazione di Miyauchi (Niigata)                           | 宮内駅 (新潟県)（みやうち）                                                    |
| Stazione di Miyauchi (Yamagata)                          | 宮内駅 (山形県)（みやうち）                                                    |
| Stazione di Miyauchikushido                              | 宮内串戸駅（みやうちくしど）                                                   |
| Stazione di Miyawaki                                     | 宮脇駅（みやわき）                                                             |
| Stazione di Miyayama                                     | 宮山駅（みややま）                                                             |
| Stazione di Miyazaki                                     | 宮崎駅（みやざき）                                                             |
| Stazione di Miyazakidai                                  | 宮崎台駅（みやざきだい）                                                       |
| Stazione di Miyazakijingū                                | 宮崎神宮駅（みやざきじんぐう）                                                 |
| Stazione di Miyazakikūkō                                 | 宮崎空港駅（みやざきくうこう）                                                 |
| Stazione di Miyoshi (Kumamoto)                           | 御代志駅（みよし）                                                             |
| Stazione di Miyoshi (Hiroshima)                          | 三次駅（みよし）                                                               |
| Stazione di Miyoshichō                                   | 三好町駅（みよしちょう）                                                       |
| Stazione di Miyoshigaoka                                 | 三好ヶ丘駅（みよしがおか）                                                     |
| Stazione di Miyota                                       | 御代田駅（みよた）                                                             |
| Miyuki-bashi                                             | 御幸橋駅（みゆきばし）                                                         |
| Stazione di Miyukitsuji                                  | 御幸辻駅（みゆきつじ）                                                         |
| Stazione di Mizoguchi                                    | 溝口駅（みぞぐち）                                                             |
| Stazione di Mizonokuchi                                  | 溝の口駅（みぞのくち）                                                         |
| Stazione di Mizue                                        | 瑞江駅（みずえ）                                                               |
| Stazione di Mizuhashi                                    | 水橋駅（みずはし）                                                             |
| Stazione di Mizuho                                       | 瑞穂駅（みずほ）                                                               |
| Stazione di Mizuhodai                                    | みずほ台駅（みずほだい）                                                       |
| Stazione di Mizuho-Kuyakusho                             | 瑞穂区役所駅（みずほくやくしょ）                                               |
| Stazione di Mizuho-Undōjō-Higashi                        | 瑞穂運動場東駅（みずほうんどうじょうひがし）                                   |
| Stazione di Mizuho-Undōjō-Nishi                          | 瑞穂運動場西駅（みずほうんどうじょうにし）                                     |
| Stazione di Mizui                                        | 水居駅（みずい）                                                               |
| Stazione di Mizuki                                       | 水城駅（みずき）                                                               |
| Stazione di Mizuma                                       | 三潴駅（みずま）                                                               |
| Stazione di Mizuma Kannon                                | 水間観音駅（みずまかんのん）                                                   |
| Stazione di Mizumaki                                     | 水巻駅（みずまき）                                                             |
| Stazione di Mizunami                                     | 瑞浪駅（みずなみ）                                                             |
| Stazione di Mizunarikawa                                 | 水成川駅（みずなりかわ）                                                       |
| Stazione di Mizuno                                       | 水野駅（みずの）                                                               |
| Stazione di Mizunuma                                     | 水沼駅（みずぬま）                                                             |
| Stazione di Mizuochi                                     | 水落駅（みずおち）                                                             |
| Stazione di Mizusawa                                     | 水沢駅（みずさわ）                                                             |
| Stazione di Mizusawa-Esashi                              | 水沢江刺駅（みずさわえさし）                                                   |
| Stazione di Mizushima                                    | 水島駅（みずしま）                                                             |
| Stazione di Mizushiri                                    | 水尻駅（みずしり）                                                             |
| Stazione di Mizuta                                       | 水田駅（みずた）                                                               |

### Mo
| Stazione di Mobara                       | 茂原駅（もばら）                                 |
| Stazione di Mochibaru                    | 餅原駅（もちばる）                               |
| Stazione di Mochida                      | 持田駅（もちだ）                                 |
| Stazione di Mochigase                    | 用瀬駅（もちがせ）                               |
| Stazione di Mochimune                    | 用宗駅（もちむね）                               |
| Stazione di Mogami                       | 最上駅（もがみ）                                 |
| Stazione di Mōgi                         | 舞木駅（もうぎ）                                 |
| Stazione di Mogusaen                     | 百草園駅（もぐさえん）                           |
| Stazione di Moheji                       | 茂辺地駅（もへじ）                               |
| Stazione di Moichi                       | 茂市駅（もいち）                                 |
| Stazione di Moji                         | 門司駅（もじ）                                   |
| Mojikō                                   | 門司港駅（もじこう）                             |
| Stazione di Mokichi Kinenkan-mae         | 茂吉記念館前駅（もきちきねんかんまえ）           |
| Stazione di Mokoto                       | 藻琴駅（もこと）                                 |
| Stazione di Momiyama                     | 樅山駅（もみやま）                               |
| Stazione di Momodani                     | 桃谷駅（ももだに）                               |
| Stazione di Momonokawa                   | 桃川駅（もものかわ）                             |
| Stazione di Momouchi                     | 桃内駅（ももうち）                               |
| Stazione di Momoura                      | 桃浦駅（ももうら）                               |
| Stazione di Momoyama                     | 桃山駅（ももやま）                               |
| Stazione di Momoyamadai                  | 桃山台駅（ももやまだい）                         |
| Stazione di Momoyama-Goryōmae            | 桃山御陵前駅（ももやまごりょうまえ）             |
| Stazione di Momoyama-Minamiguchi         | 桃山南口駅（ももやまみなみぐち）                 |
| Stazione di Momozono                     | 桃園駅（ももぞの）                               |
| Stazione di Momponai                     | 紋穂内駅（もんぽない）                           |
| Stazione di Monden                       | 門田駅（もんでん）                               |
| Stazione di Mondoyakujin                 | 門戸厄神駅（もんどやくじん）                     |
| Stazione di Monoi                        | 物井駅（ものい）                                 |
| Stazione di Monorail Hamamatsuchō        | モノレール浜松町駅（ものれーるはままつちょう）   |
| Stazione di Monshizu                     | 門静駅（もんしず）                               |
| Stazione di Monzennakachō                | 門前仲町駅（もんぜんなかちょう）                 |
| Stazione di Mooka                        | 真岡駅（もおか）                                 |
| Stazione di Morera-Gifu                  | モレラ岐阜駅（もれらぎふ）                       |
| Stazione di Mori (Hokkaidō)              | 森駅 (北海道)（もり）                            |
| Stazione di Mori (Osaka)                 | 森駅 (大阪府)（もり）                            |
| Stazione di Moriguchi (Nagano)           | 森口駅（もりぐち）                               |
| Stazione di Moriguchi (Osaka)            | 守口駅（もりぐち）                               |
| Stazione di Moriguchishi                 | 守口市駅（もりぐちし）                           |
| Stazione di Morikami                     | 森上駅（もりかみ）                               |
| Stazione di Mori-Miyanohara              | 森宮野原駅（もりみやのはら）                     |
| Stazione di Morimoto                     | 森本駅（もりもと）                               |
| Stazione di Morinjimae                   | 茂林寺前駅（もりんじまえ）                       |
| Stazione di Morinomiya                   | 森ノ宮駅（もりのみや）                           |
| Stazione di Morioka                      | 盛岡駅（もりおか）                               |
| Stazione di Morioka Kamotsu Terminal     | 盛岡貨物ターミナル駅（もりおかかもつたーみなる） |
| Stazione di Morisekinoshita              | 杜せきのした駅（もりせきのした）                 |
| Stazione di Morishita (Aichi)            | 森下駅 (愛知県)（もりした）                      |
| Stazione di Morishita (Fukuoka)          | 森下駅 (福岡県)（もりした）                      |
| Stazione di Morishita (Tokyo)            | 森下駅 (東京都)（もりした）                      |
| Stazione di Morishōji                    | 森小路駅（もりしょうじ）                         |
| Stazione di Morita                       | 森田駅（もりた）                                 |
| Stazione di Moritake                     | 森岳駅（もりたけ）                               |
| Stazione di Moritsune                    | 守恒駅（もりつね）                               |
| Stazione di Moriya                       | 守谷駅（もりや）                                 |
| Stazione di Moriyama (Aichi)             | 守山駅 (愛知県)（もりやま）                      |
| Stazione di Moriyama (Nagasaki)          | 森山駅（もりやま）                               |
| Stazione di Moriyama (Shiga)             | 守山駅 (滋賀県)（もりやま）                      |
| Stazione di Moriyama-Jieitaimae          | 守山自衛隊前駅（もりやまじえいたいまえ）         |
| Stazione di Moriyama-Shiminbyōin         | 守山市民病院駅（もりやましみんびょういん）       |
| Stazione di Moro                         | 毛呂駅（もろ）                                   |
| Stazione di Moroyose                     | 諸寄駅（もろよせ）                               |
| Stazione di Moseushi                     | 妹背牛駅（もせうし）                             |
| Stazione di Moshiri                      | 茂尻駅（もしり）                                 |
| Stazione di Motateyama                   | もたて山駅（もたてやま）                         |
| Stazione di Motegi                       | 茂木駅（もてぎ）                                 |
| Stazione di Moto-Chōshi                  | 本銚子駅（もとちょうし）                         |
| Stazione di Moto-Hasunuma                | 本蓮沼駅（もとはすぬま）                         |
| Stazione di Moto-Hoshizaki               | 本星崎駅（もとほしざき）                         |
| Stazione di Motojuku (Aichi)             | 本宿駅 (愛知県)（もとじゅく）                    |
| Stazione di Motojuku (Gunma)             | 本宿駅 (群馬県)（もとじゅく）                    |
| Stazione di Motokaji                     | 元加治駅（もとかじ）                             |
| Stazione di Moto-Kasadera                | 本笠寺駅（もとかさでら）                         |
| Stazione di Motomachi (Hokkaido)         | 元町駅 (北海道)（もとまち）                      |
| Stazione di Motomachi (Hyōgo)            | 元町駅 (兵庫県)（もとまち）                      |
| Stazione di Motomachi Chūkagai           | 元町・中華街駅（もとまち・ちゅうかがい）         |
| Stazione di Motomiya                     | 本宮駅 (福島県)（もとみや）                      |
| Stazione di Moto-Nakagoya                | 本中小屋駅（もとなかごや）                       |
| Stazione di Motosanjōguchi               | 元山上口駅（もとさんじょうぐち）                 |
| Stazione di Motosu                       | 本巣駅（もとす）                                 |
| Stazione di Motosumiyoshi                | 元住吉駅（もとすみよし）                         |
| Stazione di Mototanaka                   | 元田中駅（もとたなか）                           |
| Stazione di Mototate                     | 本楯駅（もとたて）                               |
| Stazione di Moto-Wanishi                 | 本輪西駅（もとわにし）                           |
| Stazione di Motoyama (Aichi)             | 本山駅 (愛知県)（もとやま）                      |
| Stazione di Motoyama (Chiba)             | 元山駅 (千葉県)（もとやま）                      |
| Stazione di Motoyama (Takamatsu, Kagawa) | 元山駅 (香川県)（もとやま）                      |
| Stazione di Motoyama (Mitoyo, Kagawa)    | 本山駅 (香川県)（もとやま）                      |
| Stazione di Motoyama (Nagasaki)          | 本山駅 (長崎県)（もとやま）                      |
| Stazione di Motoyawata                   | 本八幡駅（もとやわた）                           |
| Stazione di Motoyoshi                    | 本吉駅（もとよし）                               |
| Stazione di Motozenkōji                  | 元善光寺駅（もとぜんこうじ）                     |
| Stazione di Mozu                         | 百舌鳥駅（もず）                                 |
| Stazione di Mozuhachiman                 | 百舌鳥八幡駅（もずはちまん）                     |

### Mu
| Stazione di Muda                | 六田駅（むだ）                       |
| Stazione di Muden               | 務田駅（むでん）                     |
| Stazione di Mugi                | 牟岐駅（むぎ）                       |
| Stazione di Muikamachi          | 六日町駅（むいかまち）               |
| Stazione di Mukaibara           | 向井原駅（むかいばら）               |
| Stazione di Mukaichiba          | 向市場駅（むかいちば）               |
| Stazione di Mukaigawara         | 向河原駅（むかいがわら）             |
| Stazione di Mukaihama           | 向浜駅（むかいはま）                 |
| Stazione di Mukaihara           | 向原駅 (広島県)（むかいはら）        |
| Stazione di Mukaijima           | 向島駅（むかいじま）                 |
| Stazione di Mukainada           | 向洋駅（むかいなだ）                 |
| Stazione di Mukainoharu         | 向之原駅（むかいのはる）             |
| Stazione di Mukai-Noshiro       | 向能代駅（むかいのしろ）             |
| Stazione di Mukaisenoue         | 向瀬上駅（むかいせのうえ）           |
| Stazione di Mukaiyama           | 向山駅（むかいやま）                 |
| Stazione di Mukawa              | 鵡川駅（むかわ）                     |
| Stazione di Muko                | 武庫駅（むこ）                       |
| Stazione di Mukōgaoka           | 向ヶ丘駅（むこうがおか）             |
| Stazione di Mukōgaokayūen       | 向ヶ丘遊園駅（むこうがおかゆうえん） |
| Stazione di Mukogawa            | 武庫川駅（むこがわ）                 |
| Stazione di Mukogawadanchimae   | 武庫川団地前駅（むこがわだんちまえ） |
| Stazione di Mukōhara            | 向原駅 (東京都)（むこうはら）        |
| Stazione di Mukōmachi           | 向日町駅（むこうまち）               |
| Stazione di Mukonosō            | 武庫之荘駅（むこのそう）             |
| Stazione di Mukuno              | 椋野駅（むくの）                     |
| Stazione di Mukuoka             | 椋岡駅（むくおか）                   |
| Stazione di Murai               | 村井駅（むらい）                     |
| Stazione di Murakami (Chiba)    | 村上駅 (千葉県)（むらかみ）          |
| Stazione di Murakami (Niigata)  | 村上駅 (新潟県)（むらかみ）          |
| Stazione di Murano              | 村野駅（むらの）                     |
| Stazione di Murasakino          | 村崎野駅（むらさきの）               |
| Stazione di Murayama (Nagano)   | 村山駅 (長野県)（むらやま）          |
| Stazione di Murayama (Yamagata) | 村山駅 (山形県)（むらやま）          |
| Stazione di Mure                | 牟礼駅（むれ）                       |
| Stazione di Muro                | 室駅（むろ）                         |
| Stazione di Murodō              | 室堂駅（むろどう）                   |
| Stazione di Muromi              | 室見駅（むろみ）                     |
| Stazione di Muroran             | 室蘭駅（むろらん）                   |
| Stazione di Murōguchi-Ōno       | 室生口大野駅（むろうぐちおおの）     |
| Stazione di Musa (Hokkaido)     | 武佐駅 (北海道)（むさ）              |
| Stazione di Musa (Shiga)        | 武佐駅 (滋賀県)（むさ）              |
| Stazione di Musashi-Fujisawa    | 武蔵藤沢駅（むさしふじさわ）         |
| Stazione di Musashi-Hikida      | 武蔵引田駅（むさしひきだ）           |
| Stazione di Musashi-Itsukaichi  | 武蔵五日市駅（むさしいつかいち）     |
| Stazione di Musashi-Koganei     | 武蔵小金井駅（むさしこがねい）       |
| Stazione di Musashi-Kosugi      | 武蔵小杉駅（むさしこすぎ）           |
| Stazione di Musashi-Koyama      | 武蔵小山駅（むさしこやま）           |
| Stazione di Musashi-Masuko      | 武蔵増戸駅（むさしますこ）           |
| Stazione di Musashi-Mizonokuchi | 武蔵溝ノ口駅（むさしみぞのくち）     |
| Stazione di Musashi-Nakahara    | 武蔵中原駅（むさしなかはら）         |
| Stazione di Musashi-Nitta       | 武蔵新田駅（むさしにった）           |
| Stazione di Musashinodai        | 武蔵野台駅（むさしのだい）           |
| Stazione di Musashi-Ranzan      | 武蔵嵐山駅（むさしらんざん）         |
| Stazione di Musashi-Sakai       | 武蔵境駅（むさしさかい）             |
| Stazione di Musashi-Seki        | 武蔵関駅（むさしせき）               |
| Stazione di Musashi-Shinjō      | 武蔵新城駅（むさししんじょう）       |
| Stazione di Musashi-Shiraishi   | 武蔵白石駅（むさししらいし）         |
| Stazione di Musashi-Sunagawa    | 武蔵砂川駅（むさしすながわ）         |
| Stazione di Musashi-Takahagi    | 武蔵高萩駅（むさしたかはぎ）         |
| Stazione di Musashi-Urawa       | 武蔵浦和駅（むさしうらわ）           |
| Stazione di Musashi-Yamato      | 武蔵大和駅（むさしやまと）           |
| Stazione di Musashi-Yokote      | 武蔵横手駅（むさしよこて）           |
| Stazione di Musashizuka         | 武蔵塚駅（むさしづか）               |
| Stazione di Mushigawa-Ōsugi     | 虫川大杉駅（むしがわおおすぎ）       |
| Stazione di Musota              | 六十谷駅（むそた）                   |
| Stazione di Mutsuai-Nichidaimae | 六会日大前駅（むつあいにちだいまえ） |
| Stazione di Mutsu-Akaishi       | 陸奥赤石駅（むつあかいし）           |
| Stazione di Mutsu-Ichikawa      | 陸奥市川駅（むついちかわ）           |
| Stazione di Mutsu-Iwasaki       | 陸奥岩崎駅（むついわさき）           |
| Stazione di Mutsumi             | 六実駅（むつみ）                     |
| Stazione di Mutsu-Minato        | 陸奥湊駅（むつみなと）               |
| Stazione di Mutsu-Morita        | 陸奥森田駅（むつもりた）             |
| Stazione di Mutsuna             | 六名駅（むつな）                     |
| Stazione di Mutsu-Sawabe        | 陸奥沢辺駅（むつさわべ）             |
| Stazione di Mutsu-Shirahama     | 陸奥白浜駅（むつしらはま）           |
| Stazione di Mutsu-Tsuruda       | 陸奥鶴田駅（むつつるだ）             |
| Stazione di Mutsuura            | 六浦駅（むつうら）                   |
| Stazione di Mutsu-Yanagita      | 陸奥柳田駅（むつやなぎた）           |
| Stazione di Mutsu-Yokohama      | 陸奥横浜駅（むつよこはま）           |
| Stazione di Muya                | 撫養駅（むや）                       |

### My
| Stazione di Myōdani                | 名谷駅（みょうだに）                           |
| Stazione di Myōden                 | 妙典駅（みょうでん）                           |
| Stazione di Myōgadani              | 茗荷谷駅（みょうがだに）                       |
| Stazione di Myōhōji (Hyogo)        | 妙法寺駅 (兵庫県)（みょうほうじ）              |
| Stazione di Myōhōji (Niigata)      | 妙法寺駅 (新潟県)（みょうほうじ）              |
| Stazione di Myōji                  | 妙寺駅（みょうじ）                             |
| Stazione di Myōjin                 | 明神駅（みょうじん）                           |
| Stazione di Myōjō                  | 明星駅（みょうじょう）                         |
| Stazione di Myōkaku                | 明覚駅（みょうかく）                           |
| Stazione di Myōkenguchi            | 妙見口駅（みょうけんぐち）                     |
| Stazione di Myōkennomizu-Hirobamae | 妙見の水広場前駅（みょうけんのみずひろばまえ） |
| Stazione di Myōkensan              | 妙見山駅（みょうけんさん）                     |
| Stazione di Myōkōji                | 妙興寺駅（みょうこうじ）                       |
| Stazione di Myōkōkōgen             | 妙高高原駅（みょうこうこうげん）               |
| Stazione di Myōkokujimae           | 妙国寺前駅（みょうこくじまえ）                 |
| Stazione di Myōondōri              | 妙音通駅（みょうおんどおり）                   |
| Stazione di Myōrenji               | 妙蓮寺駅（みょうれんじ）                       |
| Stazione di Myōshinji              | 妙心寺駅（みょうしんじ）                       |